# Zwierzyniec (powiat kraśnicki)
Zwierzyniec – osada leśna w Polsce położona w województwie lubelskim, w powiecie kraśnickim, w gminie Dzierzkowice.
W latach 1975–1998 miejscowość administracyjnie należała do ówczesnego województwa lubelskiego.